# 제시카 탠디
제시카 탠디(Jessica Tandy, 1909년 6월 7일 ~ 1994년 9월 11일)는 영국, 미국의 배우이다. 《사막의 여우》, 《새》, 《스틸 오브 나이트》, 《가프》, 《베스트 프렌드》, 《보스톤 사람들》, 《코쿤》, 《8번가의 기적》, 《캐롤가의 음모》, 《드라이빙 미스 데이지》, 《프라이드 그린 토마토》, 《러브 어게인》, 《노스바스의 추억》, 《까밀라》 등 여러 작품에 출연했다. 특히 1989년 개봉한 《드라이빙 미스 데이지》에서의 연기는 1990년 당시 80세의 그녀에게 아카데미 여우주연상을 안겨주었다.

## 출연 작품
- 드라이빙 미스 데이지

## 수상 경력
- 1947년 제1회 토니상 연극부문 여우주연상
- 1977년 드라마데스크어워즈 연극부문 여우주연상
- 1977년 제31회 토니상 연극부문 여우주연상
- 1982년 드라마데스크어워즈 연극부문 여우주연상
- 1982년 제36회 토니상 연극부문 여우주연상
- 1987년 제13회 새턴어워즈 최우수여우주연상
- 1988년 제40회 에미상 TV영화/미니시리즈부문 여우주연상
- 1989년 켄자스시티비평가협회상 여우주연상
- 1989년 제10회 보스턴비평가협회상 여우주연상
- 1989년 데이비드 디 도렌트로 어워즈 여우주연상
- 1990년 제47회 골든글로브시상식 뮤지컬/코미디부문 여우주연상
- 1990년 제62회 아카데미시상식 여우주연상
- 1990년 제40회 베를린국제영화제 은곰부문 여자연기자상
- 1991년 제44회 영국아카데미시상식 여우주연상